# Abbaye de Belval au Bois-des-Dames
Pour les articles homonymes, voir Abbaye de Belval.
L'abbaye de Belval au Bois-des-Dames est sur la commune de Belval-Bois-des-Dames dans le département des Ardennes. 

## Localisation
C'est à l'orée d'une forêt des Ardennes, dans une vaste clairière vallonnée, entre le bourg de Belval-Bois-des-Dames et celui de Vaux-en-Dieulet, que s'est édifiée cette ancienne abbaye de prémontrés. L'endroit était une dépression où sourdaient les fontaines. Un ruisseau partait dans la forêt, activant un moulin puis ultérieurement une forge, et se jetait dans la Wame, petit affluent direct de la Meuse.

## Histoire
L'abbaye est fondée dans les années 1120  par des chanoines réguliers de saint Augustin, venus s'installer sur un fief de l'évêque de Verdun, Albéron de Chiny, pour y mener une existence plus conforme à leur idéal de pauvreté. L'abbaye dite de Bel-Val intégra l'ordre de Prémontré en 1133, un ordre précurseur des ordres mendiants, associant apostolat et office divin. Le monastère était initialement un monastère double, associant des femmes conformément à une des particularités de cet ordre à ses débuts. Quelques années plus tard, les femmes partirent s'installer au prieuré de Cressy, sur le territoire de Brières-et-Crécy, grâce à une donation.
L'abbé Philippe, disciple de saint Norbert, qui fonda ensuite, vers 1144, l'abbaye de l'Étanche, s'employa rapidement à permettre la production de manuscrits calligraphiés à Belval, grâce à une école de copistes et de miniaturistes, instituée au sein de la communauté,. Il a réussi également à intéresser plusieurs seigneurs des environs à la prospérité de l'abbaye, qui bénéficia de protections et de plusieurs donations.

« Ses possessions et son influence s'étendirent rapidement et, en quelques années, Belval exerçait son droit de paternité sur cinq abbayes (L'Étanche, Sept-fontaines-en-Bassigny, Justemont, Sainte-Croix de Metz et Flabémont) et un couvent de moniales, Cressy, auquel le premier abbé avait réuni la petite communauté de Bois-des-Dames, installée à proximité de Belval. »

— Versteylen (voir bibliographie) col.964.
Ses biens attiraient également les convoitises. L'abbaye fut ruinée en 1320. L'abbé Baudouin II de Beaumont reconstruisit les bâtiments sur un plan plus vaste. L'abbaye bénéficia de nouvelles largesses. La communauté connut sous l'abbatiat de Baudouin II une remarquable période de prospérité matérielle et religieuse, devenant même une pépinière d'abbés prémontrés.
En 1388, le roi Charles VI accorda aux religieux la jouissance de la pêche sur la Meuse. Quelques années plus tard, ils eurent également le privilège de l'usage libre du sel. Au XVIe siècle, l'abbaye possédait une forge, la forge de Belval.
En 1533, le régime de la commende y fut introduit. Précédemment, l'abbé était élu par la communauté des religieux et les revenus étaient communs. Désormais, l'abbé fut désigné par le pouvoir royal et prélevait personnellement une part des revenus. Les moines firent écho de cette évolution dans leur nécrologe, ce registre où étaient enregistrés les décès : « Commémoration de D. Jean de Verpel, abbé de cette église qu'il gouverna pendant 30 ans : ensuite, au grand dommage de cette église, il résigna entre des mains séculières, d'où épuisement du trésor ». L'annotation est relevée par le chartreux Dom Ganneron qui la commenta ainsi : « Je finirais icy volontiers parce que j'ay quelque horreur de faire mention de ces abbés commendataires, qui ne servent qu'à succer le laict des pauvres ouailles, au lieu de les paistre. ». Certains abbés commendataires furent pour autant de bons administrateurs.
L'abbatiat de Belval fut réservé à quatre reprises à la maison de Joyeuse, une famille implantée notamment à Grandpré et dont le destin fut lié à la lutte contre la Réforme protestante au cours des guerres de Religion. Deux fois dévastée par les huguenots, la communauté ne se composait plus en 1622 que de deux chanoines, trois clercs et quatre novices. L'abbaye souffrait également de sa proximité avec la frontière, une frontière poreuse et propice aux incursions ennemies comme en 1636, où une partie des bâtiments fut brûlée. Une ligne défensive interdisant l'accès au royaume ne fut réellement organisée qu'au XVIIIe siècle.
En réaction au mouvement protestant, une Contre-Réforme catholique se traduisit dans ces années 1620 par le retour à une « ancienne rigueur » dans la vie monastique, et par le redémarrage des études de philosophie et de théologie, en ce lieu, par l'arrivée de nouveaux novices sous l'autorité d'un nouveau prieur, Simon Raguet, et par la construction d'une chapelle sous l'invocation de saint Nicolas. En 1741, un demi-siècle avant la Révolution, un catalogue de la bibliothèque de l'abbaye recensait 2 487 ouvrages, répartis de façon équilibrée entre la théologie (54 % des ouvrages) et d'autres domaines du savoir, dont le droit (8,7 %), la philosophie (6,2 %), les belles-lettres (5,7 %) et l'histoire (25,2 %). La partie historique était marquée par l'influence mauriste, comme le montrent les noms des rubriques thématiques de ce catalogue : Cronologia, Martyrologia, Historia sanctorum, Historia ordinum religiosorum…
Au moment de sa suppression en 1790, elle comptait dix-neuf chanoines dont dix-huit acceptèrent de prêter le serment de fidélité à la constitution civile du clergé. Le domaine de Belval fut vendu comme bien national en 1791 et devint la propriété de Basile Joseph Raux, maître de forges, fils de Nicolas Raux maître de forges lui aussi, fermier général des forges de Belval pour le compte de l'abbaye avant la Révolution de 1789. Basile Joseph Raux avait été également élu en 1789 député du tiers état aux États généraux. Il avait acquis, lors de la vente, la ferme d'Elpèche précédemment exploitée par les religieux, le moulin, la ferme de l'abbatiale, la forge, quatre étangs, des prés, des arpents de vignes et un bois. L'église fut détruite par l’État dès 1795. Le mobilier fut préalablement dispersé par de nouvelles ventes aux enchères et se retrouva en partie à l'église Saint-Médard de Grandpré, grâce au marguillier de cette église : stalles, boiseries du chœur, chaire, tambour de porte en bois sculpté y sont issus de l'abbaye de Belval.
Le domaine de Belval, ancienne abbaye devenue désormais le château de Belval, resta la propriété de la famille Raux jusqu'en 1848 puis passa à un maître de forges de Fumay, Eugène Mathys. La propriété, dotée d'une domesticité nombreuse, fut le cadre de réceptions et de chasses. Un archéologue, Roger Graffin, en fut ensuite le propriétaire et l'habita jusqu'en 1914. Les bâtiments restant souffrirent profondément durant la Première Guerre mondiale.
De la bibliothèque de l'abbaye subsistent notamment une bible, un bréviaire piémontais, un missel du XIIIe siècle, un postilla in bibliam, bréviaire piémontais et un missel du XIVe siècle. 83 manuscrits en toute se trouvent désormais à la bibliothèque municipale de Charleville.

## Liste des abbés
- 1137-1141 : Philippe I
- 1141-1145 : Thierry I
- 1145-1161 : Philippe II
- 1161-1170 : Jean I
- 1170-1174 : Thierry II
- 1174-1179 : Emile
- 1179-11?? : Bernard
- 11??-1183 : Baudouin I
- 1183-1194 : Vivien
- 1194-1209 : Dreux
- 1209-1211 : Nicolas I
- 1211-1214 : Jean II
- 1214-1221 : Eudes
- 1221-1225 : Laurent
- 1225-1240 : Goscelin I
- 1240-1241 : Jean III
- 1241-1259 : Thierry III
- 1259-1260 : Simon I
- 1260-1269 : Goscelin II
- 1269-1286 : Jacques I
- 1286-1303 : Jean IV
- 1303-1316 : Jean V de Loignies  (1)
- 1316-1347 : Baudouin II de Beaumont (+1348).
- 1347-1356 : Jean V de Loignies  (2)
- 1356-13?? : Jacques II de Beaumont
- 13??-13?? : Richard de Malavant
- 13??-1374 : Jean VI de Villemont
- 1374-1414 : Jacques III de Ranconado
- 1414-14?? : Jean VII Maubert
- 14??-1433 : Jean VIII de Wimy
- 1433-14?? : Jacques IV
- 14??-1442 : Jean IX de Damousy
- 1442-14?? : Nicolas II Huart
- 14??-14?? : Simon II
- 14??-1479 : Henri de Cessé
- 1479-1490 : Ponsard I Ostelles
- 1490-1504 : Ponsard II Dufer
- 1504-1533 : Jean X Collart de Verpel
- 1533-1545 : Jean XI du Sart
- 1545-1587 : Nicolas III de Joyeuse de Grandpré
- 1587-1593 : Antoine de Joyeuse de Grandpré
- 1593-1601 : Jean XII Gilmer
- 1601-1609 : Thomas I Boucher
- 1609-1619 : François I  Antoine de Joyeuse de Grandpré
- 1619-1624 : Thomas II Boucher
- 1624-1661 : Clément Boucher
- 1661-1675 : Nicolas IV Boucher
- 1675-1691 : Nicolas V Blondel
- 1691-1696 : Claude I de Joyeuse de Grandpré
- 1696-1706 : Jacques V Testu de Frouville, dit "de Belval", académicien
- 1706-1724 : François II de Carbonnel de Canisy
- 1724-1743 : Claude II de Thouvenin
- 1743-1767 : Guy de Clarence de Hillerin de Boistissandeau
- 1767-1778 : Tanguy du Châtel de Bruillac
- 1778-1790 : Joseph-François de Malide

## Architecture
Le principal bâtiment, l'ancien logement conventuel, date du XVIIIe siècle. C'est une construction allongée  en pierre et en brique, avec deux ailes en équerre. Le portail occidental, tourné vers l'étang, est caractérisé par un linteau élégant, orné de palmettes, encadré de pilastres ioniques, ce décor sculpté se prolongeant au premier étage. Une longue galerie aux belles voûtes occupe le rez-de-chaussée et se termine par un départ d'escalier de style Renaissance. Vingt-deux cellules de moine occupent le premier étage.
Le logis de l'abbé date du XVIIe siècle. Il reste aussi l'ancienne chapelle de Belval, rapetissée au fur et à mesure de l'enlèvement des matériaux pour des constructions locales, et un bassin orné de deux statues. Le tout a été inscrit monument historique le 4 novembre 1991.